# Motya elota
Motya elota är en fjärilsart som beskrevs av Heinrich Benno Möschler 1890. Motya elota ingår i släktet Motya och familjen trågspinnare. Inga underarter finns listade i Catalogue of Life.